# Scinax cuspidatus
Scinax cuspidatus és una espècie de granota endèmica del Brasil.